# اسپیرو دکان
اسپیرو دکان (به انگلیسی: Spirodecane) با فرمول شیمیایی C۱۰H۱۸ یک ترکیب شیمیایی با شناسه پاب‌کم ۱۳۵۹۸۲ است. که جرم مولی آن 138.25 g/mol می‌باشد.